# Coronel Vivida
Coronel Vivida ist ein brasilianisches Munizip im Süden des Bundesstaats Paraná. Es hat 23.331 Einwohner (2022), die sich Coronel-Vividenser nennen. Seine Fläche beträgt 684 km². Es liegt 706 Meter über dem Meeresspiegel.

## Etymologie
Einmal erlegten Jäger in dem Sumpfgebiet, in dem der Rio Barro Preto entspringt, einen großen Tapir. Als sie das im Schlamm versunkene Tier herauszogen, stellten sie fest, dass es schwarz war. Sie waren erstaunt über den schwarzen Lehm (portugiesisch: Barro Preto), den sie gefunden hatten.
Später wurde der Name Barro Preto durch den Spitznamen eines Obersts aus der Gemeinde Palmas ersetzt, der Firmino Teixeira Baptista hieß. Als Urwaldpionier und später als Politiker und Verwalter hatte er sich viele Jahre lang um die Gemeinden der Region verdient gemacht. Er hatte die Angewohnheit, seine Lebensfreude mit dem Ausruf “que vida!” (deutsch: "Was für ein Leben!") zum Ausdruck zu bringen. Er stotterte, so dass er die erste Silbe oft verdoppelte: “que vivida!”. Dies brachte ihm den Spitznamen Coronel Vivida ein.

## Geschichte

### Besiedlung
Die Geschichte des Munizips ist mit der Entdeckung der Campos de Palmas verbunden. Im 17. Jahrhundert führte Zacarias Dias Côrtes ausgehend von Curitiba eine Expedition hierher. Viele Jahre später wurde die Freguesia de Palmas gegründet, aus der die heutigen Munizipien União da Vitória, Mangueirinha, Chopinzinho und Coronel Vivida hervorgingen.
Die Besiedlung von Coronel Vivida beginnt 1920 an einem Platz namens Jacutinga. Südlich davon, in Richtung Pato Branco, wurden 1940 die ersten Grundsteine von Palmeirinha gelegt. Von Jacutinga aus stieß Pedro Poleze, der erste Bewohner des Ortes, in das Gebiet der heutigen Kernstadt vor. Er kam in Begleitung seines Bruders João Poleze zur Jagd.

### Erhebung zum Munizip
Coronel Vivida wurde durch das Staatsgesetz Nr. 253 vom 26. November 1954 aus Mangueirinha ausgegliedert und in den Rang eines Munizips erhoben. Es wurde am 14. Dezember 1955 als Munizip installiert.

## Geografie

### Fläche und Lage
Coronel Vivida liegt auf dem Terceiro Planalto Paranaense (der Dritten oder Guarapuava-Hochebene von Paraná). Seine Fläche beträgt 684 km². Es liegt auf einer Höhe von 706 Metern.

### Vegetation
Das Biom von Coronel Vivida ist Mata Atlântica.

### Klima
Das Klima ist gemäßigt warm. Es werden hohe Niederschlagsmengen verzeichnet (1923 mm pro Jahr). Im Jahresdurchschnitt liegt die Temperatur bei 19,2, °C. Die Klimaklassifikation nach Köppen und Geiger lautet Cfa.

### Gewässer
Coronel Vivida liegt im Einzugsgebiet des Iguaçu. Dessen linker Nebenfluss Rio Chopim bildet die südliche Grenze des Munizips. Zu ihm fließen innerhalb des Munizips der Rio Jacutinga, der Rio Quieto und der Rio Surubi.

### Straßen
Coronel Vivida liegt an der BR-373, die Pato Branco im Süden mit der BR-277 im Norden verbindet. Über die BR-158 kommt man im Norden nach Laranjeiras do Sul.

### Terras Indígenas
Im Gebiet des Munizips liegen 10 % der Reserva Indígena Mangueirinha. Die weiteren 90 % liegen in Chopinzinho und Mangueirinha. Gemäß der Datenbank der indigenen Territorien des Instituto Socioambiental leben hier 765 Menschen von den Völkern der Guarani, der Guarani Mbya und der Kaingang.(Stand: 2014).
| Terra indígena | Völker                             | Bewohner | Fläche (km²) | Bewohner pro km² | Kategorie        |
| -------------- | ---------------------------------- | -------- | ------------ | ---------------- | ---------------- |
| Mangueirinha   | Guarani, Guarani Mbya und Kaingang | 765      | 164          | 4,7              | Reserva Indígena |

### Nachbarmunizipien
| São João          | Chopinzinho                                 |               |
| Itapejara d’Oeste | Kompassrose, die auf Nachbargemeinden zeigt | Mangueirinha  |
|                   | Pato Branco                                 | Honório Serpa |

## Stadtverwaltung
Bürgermeister: Anderson Manique Barreto, PDT (2021–2024)
Vizebürgermeister: Olmar Wessolowski, PL (2021–2024)

## Demografie

### Bevölkerungsentwicklung
| Jahr | Einwohner | Stadt | Land |
| ---- | --------- | ----- | ---- |
| 1960 | 14.552    | 9 %   | 91 % |
| 1970 | 22.413    | 16 %  | 84 % |
| 1980 | 26.947    | 38 %  | 62 % |
| 1991 | 25.140    | 49 %  | 51 % |
| 2000 | 23.306    | 63 %  | 37 % |
| 2010 | 21.749    | 71 %  | 29 % |
| 2022 | 23.331    |       |      |

Quelle: IBGE (2011) und Volkszählung 2022

### Ethnische Zusammensetzung
| Gruppe * | 1991    | 2000    | 2010    | wer sich als …                                                                   |
| --- | ------- | ------- | ------- | -------------------------------------------------------------------------------- |
| Weiße | 76,8 %  | 72,5 %  | 73,1 %  | weiß bezeichnet                                                                  |
| Schwarze | 0,7 %   | 1,0 %   | 2,5 %   | schwarz bezeichnet                                                               |
| Gelbe | 0,1 %   | 0,0 %   | 0,3 %   | von fernöstlicher Herkunft wie japanisch, chinesisch, koreanisch etc. bezeichnet |
| Braune | 22,3 %  | 25,4 %  | 23,3 %  | braun oder als Mischung aus mehreren Gruppen bezeichnet                          |
| Indigene | 0,1 %   | 0,9 %   | 0,7 %   | Ureinwohner oder Indio bezeichnet                                                |
| ohne Angabe | 0,0 %   | 0,2 %   | 0,0 %   |                                                                                  |
| Gesamt | 100,0 % | 100,0 % | 100,0 % |                                                                                  |
| *) Das IBGE verwendet für Volkszählungen ausschließlich diese fünf Gruppen. Es verzichtet bewusst auf Erläuterungen. Die Zugehörigkeit wird vom Einwohner selbst festgelegt. |         |         |         |                                                                                  |

Quelle: IBGE (Stand: 1991, 2000 und 2010)

## Wirtschaft

### Kennzahlen
Mit einem Bruttoinlandsprodukt pro Einwohner von 32.513,78 R$ bzw. rund 7.200 € lag Coronel Vivida 2019 auf dem 152. Platz im zweiten Viertel der 399 Munizipien Paranás.
Sein hoher Index der menschlichen Entwicklung von 0,723 (2010) setzte es auf den 108. Platz ebenfalls im zweiten Viertel der paranaischen Munizipien.